# モノポライズ
株式会社モノポライズ（英文社名:MONOPOLIZE Inc.）は、東京都港区に所在する日本の芸能事務所。
アミューズやユマニテでマネージメントをしてきた新井康太が代表である。
2008年にスタート。正式設立は2010年。

## 所属俳優
- 木竜麻生
- 佐藤五郎
- 鈴木勝大

エージェント契約
- 三上博史
- 岩井堂聖子
- 早織